# 応永地震
応永地震（おうえいじしん）は、1408年1月12日（ユリウス暦）/1月21日（グレゴリオ暦）（応永14年12月14日）に、京都で記録が残る地震である。紀伊・伊勢の記録とされるものもあるが、これらは疑問視されている。

## 規模と状況
京都で記された山科教言による日記『教言卿記』に、17-18時頃の地震記録がある。
地震当時に記され、信頼性が高いとされる記録はこれだけである。
『熊野年代記』（古写・歳代記）には、熊野本宮にある本宮ノ湯の湧出が80日間停止したとあり、『続本朝通鑑』には鎌倉で地震津波があったと記される。『伊勢記』には大地震・津波とある。
これらは地震から数百年の年月が経過した近世以降に成立した史料である。山本・萩原(1989)はこれらの記録は疑わしく、震源は熊野灘付近でなく京都付近であるとしている。『日本被害地震総覧』や『理科年表』2018年版も「史料の信憑性に問題なしとせず（問題ありか）」としている。
また『久御山町誌』には、十二月の地震で諸堂諸仏ことごとく破壊されたとある。『久御山町誌』に記された記事を基に『日本被害地震総覧』は「久御山町宝（法）蓮寺の諸堂破壊すという」としているが、この史料『法蓮寺堂再建記木札』の調査から、この地震は応永14年の「季春」に発生したものであることが判明している。本地震とは別に、京都では応永14年正月5日（ユリウス暦1407年2月21日）にも地震の記録がある。
さらに、東京大学地震研究所が収集した史料では、『紀伊南牟婁郡誌』に収録された『御尋に付書上げ申覚』には大泊村（現熊野市）にある観音堂の千手観音像について、「是れは応永の比右観音堂炎焼仕り其以後の再像にて御座候処去る亥の大地震に御手其他揺落し損傷仕り候得共・・」という記録が応永14年地震の項目に収録されているが、同一の史料が1707年宝永地震の項目にも収録されている。同書には「・・右縁起聞伝を以書記仕罷在候処（中略）私宅に所持仕候処去る亥の地震高浪に流失仕申候に・・」と津波の記述もある。
応永14年も宝永4年も同じ丁亥年であるが、この文書は享保12年（1727年）に郡役所に提出されたものであり、「去る亥の大地震」などの表現の場合、文書が作成された年月に近い亥年を指すのが通例であり、それは近い方から享保4年（1719年）、宝永4年（1707年）となる。このうち紀伊半島に被害をもたらした地震は宝永4年に発生した宝永地震であり、上記の史料は宝永地震を記したものであるとするのが妥当とされる。
『日本被害地震総覧』や『理科年表』は、地震の規模をM7-8とするが、上記のように熊野灘の被害の信憑性には問題がある。